# دنور، میسوری
دنور (به انگلیسی: Denver) یک منطقهٔ مسکونی در ایالات متحده آمریکا است که در شهرستان ورت، میزوری واقع شده‌است.
 دنور ۰٫۹۹ کیلومتر مربع مساحت و ۳۹ نفر جمعیت دارد و ۲۸۴٫۰۸ متر بالاتر از سطح دریا واقع شده‌است.